# Coleosporium zanthoxyli
Coleosporium zanthoxyli är en svampart som beskrevs av Dietel & P. Syd. 1898. Coleosporium zanthoxyli ingår i släktet Coleosporium och familjen Coleosporiaceae.   Inga underarter finns listade i Catalogue of Life.